# Robert Buckner
Robert Buckner (Crewe, 28 de maig de 1906 - San Miguel de Allende, 18 d'agost de 1989) va ser un guionista, productor i escriptor de relats curts estatunidenc.

## Biografia
Buckner va estudiar a la Universitat de Virgínia i a la Universitat d'Edimburg. Va començar la seva carrera professional d'escriptor als 20 anys, com a corresponsal a Londres del New York World .
Va escriure una obra de teatre An Affair of the State ; les novel·les Sigrid and Sergeant (1959), Tiger By the Tail (1960) i Starfire (1960); i el relat "The Man Who Won the War" (1936).

### Guionista
Bucker es va unir a Warner Bros com a escriptor. El seu primer crèdit va ser Gold Is Where You Find It (1938). Va fer alguns treballs no acreditats a Jezabel (1938) i va escriure Love, Honor and Behave (1938), Comet Over Broadway (1939), The Oklahoma Kid (1939) i You Can't Get Away with Murder (1939).
Bucker va tenir un gran èxit amb Dodge City (1939) protagonitzada per Errol Flynn, basada en el seu guió original. Va ser acreditat a The Angels Wash Their Faces (1939) i Espionage Agent (1939) es va basar en la seva història. Va escriure la continuació de Dodge City, Or, amor i sang (1940) amb Flynn, i va treballar en el guió de My Love Came Back (1940). Va rebre elogis per el biopic, Knute Rockne All American (1940). Va fer un tercer western per a Flynn, Camí de Santa Fe (1940) i va fer una pel·lícula de guerra, Dive Bomber (1941).
Va tenir un gran èxit amb el seu guió de Yankee Doodle Dandy (1942), un biopic de George M Cohan. Això va provocar que Bucker fos ascendit a productor a Warner.

### Productor
La primera pel·lícula de Buckner com a productor va ser Gentleman Jim (1943), una pel·lícula biogràfica de Jim Corbett protagonitzada per Flynn. Va produir Mission to Moscow (1943), un biopic de Joseph E Davies i va escriure i produir The Desert Song (1943). Bucker va fer una altra pel·lícula amb Flynn, Uncertain Glory (1944). Va fer God Is My Co-Pilot (1945) i va escriure i produir Confidential Agent (1945) amb Charles Boyer. També va produir un western popular amb Flynn, San Antonio (1945). Va fer un biopic de la família Brontë, Devotion (1946), i un drama criminal, Nobody Lives Forever (1946). Va produir el western, Cheyenne (1947), i el prestigiós èxit escènic La vida amb el pare (1947).
El juny de 1947, Buckner va deixar Warner Bros per a Universal.

### Universal
La primera pel·lícula de Buckner a Universal va ser Rogues' Regiment (1948), que va escriure i va produir, a partir d'una història d'ell mateix i el director Robert Florey.
Després va escriure i produir Sword in the Desert (1948), basat en una antiga història seva que havia convertit en una novel·la anomenada Night Watch. Va ajudar a fer una estrella a Jeff Chandler.
Va escriure i va produir Free for All (1949), Deported (1950), rodada a Itàlia amb Chandler i Bright Victory (1951).

### Escriptor freelance
Buckner va proporcionar la història de When in Rome (1952) i The Man Behind the Gun (1953). Va anar a Anglaterra per escriure To Paris with Love (1955), House of Secrets (1956) i dos per a Warwick Films, Un premi d'or (1956) i Safari (1956).
Buckner va començar a escriure per a televisió, adaptant Twentieth Century i A Bell for Adano per a Ford Star Jubilee .

### 20th Century Fox
De tornada a Hollywood, Buckner va escriure Love Me Tender (1956) a la 20th Century Fox, una pel·lícula més recordada com la pel·lícula debut d'Elvis Presley. El 1957 va escriure Sigrid and the Sergeant, la seva primera prosa en gairebé vint anys. L'any següent va escriure i produir De l'infern a Texas (1958) dirigida per Henry Hathaway a Fox.
També per a Fox Bucker va crear una sèrie de televisió Hong Kong (1960–61) protagonitzada per Rod Taylor. Només va durar una temporada, Bucker va produir el pilot per a una continuació, Dateline: San Francisco, però no va donar lloc a una sèrie regular.
A Disney, la seva novel·la Starfire de 1960 va proporcionar la història de Moon Pilot (1962).
Buckner va escriure episodis de The Rogues, Burke's Law , The Wackiest Ship in the Army, The Name of the Game i Bonanza . També va escriure el llargmetratge Return of the Gunfighter (1967).

### Vida posterior
En la seva vida posterior, Buckner va viure a San Miguel de Allende, Mèxic on va morir i va ser enterrat el 1989.

## Filmografia

### Guionista
- 1938: Gold Is Where You Find It de Michael Curtiz
- 1938: Jezebel de William Wyler
- 1938: Love, Honor and Behave de Stanley Logan
- 1938: Comet Over Broadway de Busby Berkeley
- 1939: The Angels Wash Their Faces de Ray Enright
- 1939: Dodge City de Michael Curtiz
- 1939: Espionage Agent de Lloyd Bacon
- 1939: The Oklahoma Kid de Lloyd Bacon
- 1939: You Can't Get Away with Murder de Lewis Seiler
- 1940: Knute Rockne, All American de Lloyd Bacon
- 1940: My Love Came Back de Curtis Bernhardt
- 1940: Camí de Santa Fe (Santa Fe Trail) de Michael Curtiz
- 1940: Or, amor i sang (Virginia City) de Michael Curtiz
- 1941: Dive Bomber, de Michael Curtiz
- 1942: Yankee Doodle Dandy de Michael Curtiz
- 1943: The Desert Song de Robert Florey
- 1944: Roaring Guns de Jean Negulesco
- 1945: Confidential Agent de Herman Shumlin
- 1948: Rogues' Regiment de Robert Florey
- 1949: Free for All de Charles Barton
- 1949: Sword in the Desert de George Sherman
- 1950: Deported de Robert Siodmak
- 1951: Bright Victory de Mark Robson
- 1952: When in Rome de Clarence Brown
- 1953: The Man Behind the Gun de Felix E. Feist
- 1955: Un premi d'or (A Prize of Gold) de Mark Robson
- 1955: To Paris with Love de Robert Hamer
- 1956: Safari de Terence Young
- 1957: Love Me Tender de Robert D. Webb
- 1957: House of Secrets de Guy Green
- 1958: De l'infern a Texas (From Hell to Texas) de Henry Hathaway
- 1962: Moon Pilot de James Neilson
- 1967: Return of the Gunfighter de James Neilson

### Productor
- 1942: Gentleman Jim de Raoul Walsh
- 1943: Mission to Moscow de Michael Curtiz
- 1943: The Desert Song de Robert Florey
- 1944: Uncertain Glory de Raoul Walsh
- 1945: Confidential Agent de Herman Shumlin
- 1945: God Is My Co-Pilot de Robert Florey
- 1945: San Antonio de David Butler, Robert Florey i Raoul Walsh
- 1946: Devotion de Curtis Bernhardt
- 1946: Nobody Lives Forever de Jean Negulesco
- 1947: Cheyenne de Raoul Walsh
- 1947: La vida amb el pare (Life with Father) de Michael Curtiz
- 1948: Rogues' Regiment de Robert Florey
- 1949: Free for All de Charles Barton
- 1950: Deported de Robert Siodmak
- 1951: Bright Victory de Mark Robson
- 1958: De l'infern a Texas (From Hell to Texas) de Henry Hathaway